# سید عبدل نظیر
سید عبدل نظیر (زاده ۵ ژانویه ۱۹۵۸) (به انگلیسی: Syed Abdul Nazeer) قاضی اسبق دادگاه عالی هند و دادگاه عالی کارناتاکا است که اکنون به عنوان بیست و چهارمین فرماندار آندرا پرادش خدمت می‌کند. او در ۱۲ فوریه ۲۰۲۳ به این صمت منصوب شد

## اوایل زندگی
عبدل نظیر در یک خانواده مسلمان اهل کانارا در سواحل کارناتاکا، به دنیا آمد. وی فرزند فاکر صاحب و دارای پنج خواهر و برادر است. او در بلووای / مودابیدری بزرگ شد و مدرک لیسانس بازرگانی خود را در دانشگاه مهاویرا در مودابیدری به پایان رساند. و مدتی بعد مدرک حقوق خود را از دانشکده حقوق SDM در مانگالور دریافت کرد. (که قبلاً به عنوان "دانشکده حقوق سری دارماستالا مانجوناتشوارا " شناخته می‌شد).

## حرفه

### شغل قضایی (۱۹۸۳-ژانویه ۲۰۲۳)
نظیر پس از دریافت مدرک حقوق، نظیر در سال ۱۹۸۳ به عنوان وکیل ثبت نام کرد و دورهٔ کارآموزی خود را در دادگاه عالی کارناتاکا در بنگلور گذراند. در ماه مه ۲۰۰۳، او به عنوان قاضی موقت دادگاه عالی کارناتاکا منصوب شد و بعدتر، به عنوان قاضی دائمی همان دیوان عالی منصوب شد در فوریه ۲۰۱۷، نظیر در حالی که به عنوان قاضی دادگاه عالی کرناتکه مشغول به کار بود، به قاضی دادگاه عالی هند ارتقا یافت. او سومین قاضی در طول تاریخ هند بود که بدون اینکه مدتی رئیس دادگاه عالی شود در این راه به این مقام رسید.
در دادگاه عالی، نظیر تنها قاضی مسلمان در یک شعبه بود که به پرونده جنجالی طلاق سه‌گانه در سال ۲۰۱۷ رسیدگی کرد اگرچه نظیر و یک قاضی دیگر عمل طلاق سه‌گانه را بر این مدعی که طبق قوانین شرع مسلمین جایز است تأیید کردند، اما با اکثریت ۳:۲ از سوی دادگاه ملقی شد. آنها درخواست کردند که دولت تا شش ماه آینده قانونی را برای ازدواج و طلاق در جامعه مسلمانان وضع کند. دادگاه گفت تا زمانی که دولت قانونی در مورد طلاق سه‌گانه تدوین کند، حکمی برای شوهران وجود خواهد داشت که طلاق سه‌گانه را برای همسران خود اعلام کنند.
او همچنین یکی از ۵ قاضی دادگاه عالی تاریخی در مورد اختلاف آیودها در سال ۲۰۱۹ بود. طی این پرونده، او گزارشی از سازمان باستان‌شناسی هند که وجود یک ساختار هندو در منطقه مورد مناقشه بیان شده بود تأیید کرد. او حکم را به نفع رام ماندیر داد و در نهایت با رای ۵–۰ به جدال چند ساله پایان داد.
در ماه‌های منتهی به بازنشستگی‌اش، نظیر یک دادگاه قانون‌اساسی را رهبری کرد که پرونده‌های مربوط به پول‌زدایی اسکناس هند در سال ۲۰۱۶ توسط دولت هند را بررسی می‌کرد. او در ۴ ژانویه ۲۰۲۳ بازنشسته شد.

### موقعیت‌های بعدی (فوریه ۲۰۲۳–اکنون)
در ۱۲ فوریه ۲۰۲۳، رئیس‌جمهور هند نظیر را به عنوان بیست و چهارمین فرماندار آندرا پرادش منصوب کرد و به این ترتیب او جانشین هاریچندن شد. این انتصاب با مخالفت احزاب مواجه شد، آنها معتقد بودند که؛ این قاضی، به دلیل رأی جهت‌دارش در حکم رام ماندیر از دولت پاداش گرفته‌است.